# الشبح ومولي ماكجي
الشبح ومولي ماكجي (بالإنجليزية: The Ghost and Molly McGee)‏ هو مسلسل رسوم متحركة أمريكي عرض على قناة ديزني في 1 أكتوبر 2021. شارك في المسلسل كل من أشلي بورتش، دانا سنايدر وميشيلا ديتز.

## وصلات خارجية
- الشبح ومولي ماكجي على موقع IMDb (الإنجليزية)
- الشبح ومولي ماكجي على موقع روتن توميتوز (الإنجليزية)
- الشبح ومولي ماكجي على موقع فيلمافينيتي (الإسبانية)
- الشبح ومولي ماكجي على موقع كينوبويسك (الروسية)
- الشبح ومولي ماكجي على موقع قاعدة بيانات الفيلم (الإنجليزية)